# José Pardo Llada
José Pardo Llada (* 27. Juli 1923 in Sagua la Grande, Kuba; † 7. August 2009, Kolumbien) war ein kubanisch-kolumbianischer Journalist, Politiker und Diplomat.
Pardo Llada besuchte das Jesuitenkolleg El Sagrado Corazón de Jesús in seiner Heimatstadt und begann ein Jurastudium an der Universität von Havanna, das er aber aufgab, um eine journalistische Laufbahn einzuschlagen. Ab 1943 arbeitete er für den kubanischen Rundfunk. Als populärer Kommentator der Sendung La Palabra bei Unión Radio kritisierte er Ende der 1940er Jahre die Korruption in der Regierung von Ramón Grau San Martín und Carlos Prío Socarrás und wurde von der oppositionellen Partido del Pueblo Cubano (Ortodoxos) für das Repräsentantenhaus nominiert.
Nach dem Putsch von Fulgencio Batista 1952 wurde Pardo Llada, der die neue Regierung heftig kritisierte, mehrmals verhaftet. Neben seiner häufig zwangsweise unterbrochenen Tätigkeit als Hörfunkkommentator schrieb er in dieser Zeit auch für das Wochenmagazin Bohemia und die Tageszeitung Diario Nacional. Als er nach dem von Fidel Castro angeführten Sturm auf die Moncada-Kaserne von Santiago de Cuba im Juli 1953 gemeinsam mit anderen führenden Oppositionspolitikern der Mittäterschaft verdächtigt wurde, entzog er sich der Verhaftung, indem er in die Botschaft Argentiniens flüchtete. Die argentinische Regierung gewährte ihm politisches Asyl und ermöglichte ihm die Ausreise ins Exil. Nach dem Sieg der Kubanischen Revolution 1959 stellte er sich zunächst auf die Seite der neuen Regierung. Er reiste mit Che Guevara nach Ägypten und in die Sowjetunion und begleitete Castro zum Hauptquartier der Vereinten Nationen nach New York. Wegen seiner Verteidigung der kubanischen Revolution wurde im Juli 1960 in Havanna auf ihn ein Attentat verübt, dem er jedoch unverletzt entkam.
Im März 1961 sagte er sich während einer Reise nach Mexiko von Fidel Castro los. Da er dort kein politisches Asyl erhielt, kam er nach einem Aufenthalt in Spanien im Dezember 1961 schließlich nach Cali in Kolumbien. Er setzte dort seine journalistische Tätigkeit fort, leitete Rundfunksendungen, war Nachrichtensprecher im Fernsehen und schrieb für die Zeitschriften Cromos, El Tiempo, Caracol und Diario Occidente. 1974 erhielt er die kolumbianische Staatsbürgerschaft und wurde Abgeordneter in der Provinz Valle del Cauca. Später war er Botschafter der Republik Kolumbien in Norwegen und in der Dominikanischen Republik.
Nach 43 Jahren im Exil kehrte er 2004 erstmals aus Anlass einer Augenoperation in seine kubanische Heimat zurück.

## Veröffentlichungen
- Memorias de la Sierra Maestra, Tierra Nueva, Havanna 1960.
- Bartolomé Masó: el presidente que vetaron los yanquis, Patronato del Libro Popular, Havanna 1960.
- El “Che” que yo conocí, Bedout, 1970.
- Fidel: de los jesuítas al Moncada, Plaza y Janés, Bogotá 1976.
- Pido la palabra, Pedidos Movimiento Cívico, Cali 1983.
- Fidel y el “Che”, Plaza y Janés, Barcelona 1988.
- Yo me acuerdo: diccionario de nostalgias cubanas, Ediciones Universal, Miami 1993.